# J'sティーチャー Kis-My-Ft2 藤ヶ谷太輔 極東ロシアを行く
J'sティーチャー Kis-My-Ft2 藤ヶ谷太輔 極東ロシアを行く（ジェイズティーチャー キスマイフットツー ふじがやたいすけ きょくとうロシアをゆく）は、日本テレビで毎週火曜1:29 - 1:59（毎週月曜深夜、JST）で放送されていたJ'Jシリーズの第6作目の番組。

## 内容
- 日本で学んだ「日本料理の心」と「おもてなしの精神」を伝えに極東ロシアへ!

## 出演
- 藤ヶ谷太輔（Kis-My-Ft2）

## ネット局
| 放送対象地域 | 放送局                | 放送期間                       | 放送日時                    | 備考     |
| ------------ | --------------------- | ------------------------------ | --------------------------- | -------- |
| 関東広域圏   | 日本テレビ（NTV）     | 2013年10月8日 - 12月24日       | 火曜1:29 - 1:59（月曜深夜） | 制作局   |
| 宮城県       | ミヤギテレビ（MMT）   | 2013年10月30日 - 2014年1月22日 | 水曜10:25 - 10:55           | 23日遅れ |
| 長崎県       | 長崎国際テレビ（NIB） | 2014年1月8日 - 3月26日         | 水曜1:29 - 1:59（火曜深夜） | 92日遅れ |

## スタッフ
- 構成：鈴木おさむ、堀江利幸、宮下勇二
- ナレーター：大江戸よし々
- ブレーン：守屋健太郎
- ロケカメラ：花岡隆太、金光利也
- ロケ音声：川井力、吉川和浩
- スチール：干川修
- コーディネーション：エヌエー・トラベルソリューション
- 編集：高橋直人、須藤あかね（スタジオヴェルト）
- MA：神山幸久
- 音効：今野直秀、鈴木信行
- AD：大橋勇気
- リサーチ：酒井俊典
- デスク：森田真由美
- TK：田中彩
- 編成：西川大助
- コンテンツ：篠田大暢、土岐洋久
- 広報：柳沢典子、友定紘子
- ディレクター：平野真一、田中慶、磯崎泰久
- 演出：吉原利一
- 編成企画：植野浩之
- プロデューサー：佐藤英
- プロデューサー・演出：石村修司
- チーフプロデューサー：鈴江秀樹
- 協力：ジャニーズ事務所
- 制作協力：ライド、読売映像
- 企画制作：日本テレビ
- 製作著作：J'sティーチャー製作委員会（D.N.ドリームパートナーズ、Vap）